# Илхак
Илхак (узб. Ilhaq) — узбекская военная драма режиссёра и сценариста Джахонгира Ахмедова. Генеральным продюсером фильма выступило Агентство кинематографии Узбекистана. Фильм является первым совместным проектом со студией «Беларусьфильм». По словам создателей фильма, сценарий основан на произведении Зульфии Зокировой «Жизнь».Картина повествует о стойкости матери, потерявшей пятерых детей во время Великой Отечественной войны. В главных ролях — Дилором Каримова, Тахир Саидов, Дилрабо Мирзаева Фотик Насимов и Хусан Рашидов. В прокат лента вышла 9 май 2020 года.
Премьера фильма «Ильхак», основанного на событиях жизни, посвящена 75-летию Великой Отечественной войны, состоялась 9 мая 2020 года на всех телеканалах Узбекистана, в том числе «Sevimli TV», «MY5», «Zoʻr TV», «Milliy TV».Фильм стал первым в Узбекистане, вышедшим в кинотеатрах после ограничений в связи с пандемией COVID-19 .

## Сюжет
Фильм «Ильхак» основан на реальных событиях. Основой послужила история из жизни Зульфии Зокировой в годы Второй мировой войны. Зульфия отправляет всех своих сыновей на войну, но все они погибают. У четверых из них остались жены, впоследствии больше не вышедшие замуж. Зульфия всю оставшуюся жизнь будет надеяться, что ее дети вернутся, хоть и получает черные письма.

## Создание
Фильм «Ильхак» создан специально по заказу Агентства Кинематографии Узбекистана в 2019 году к 75-летию Великой Отечественной войны.
Съёмки фильма были поручены кинокомпании «ЭЗГУ фильм». Актерами выступили известнейшие деятели культуры Узбекистана и Белоруссии.
Атмосфера эпохи того времени возродилась на киноплощадке «ЭЗГУ фильм». В сотрудничестве с творческим коллективом из Белоруссии на 5 гектарах земли были построены декорации: города и поля битвы. Были возведены здания времен Второй мировой войны и были построены дома, типичные для того периода.

## В ролях
- Дилором Каримова — Зулфия Закирова
- Дилрабо Мирзаева — Ҳидоят
- Фотик Насимов — Муҳаммаджон Холматов
- Маърифат Артикова — Лазокат
- Дилнавоз Ахмедова — Ҳамронисо
- Тохир Саидов — Мардон раис
- Рано Зокирова — Назира
- Хусан Рашидов — Ваҳобжон Холматов
- Бунёд Рахматуллаев — Юсуфжон Холматов
- Искандар Элмуродов — Аҳмаджон Холматов
- Йигитали Мамаджанов — Шокир
- Виктор Богушевич
- Алла Поплавская
- Лолита Тоборко
- Илона Раенко
- Дмитрий Машко
- Геннадий Чуриков
- Екатерина Ермалович
- Константин Пронкин
- Михаил Каминский
- Никита Кратович
- Александр Орловский
- Александр Ткаченок

## Съёмочная группа
- Генеральный продюсер — Агентство кинематографии Узбекистана, в лице генерального директора Фирдавса Абдухаликова
- Исполнительный продюсер — Зафар Юлдошев
- Режиссёр-постановщик — Джахонгир Ахмедов
- Авторы сценария — Джахонгир Ахмедов, Хасан Тошхужаев
- Оператор-постановщик — Джахонгир Ибрагимов
- Художник-постановщик — Бахриддин Шамсуддинов
- Композитор — Дониёр Агзамов
- Художники по костюмам — Зухра Ганиева
- Художник по гриму — Зилола Собирова
- Кастинг-директор — Зафар Аскаров
- Режиссёры монтажа — Давлат Арабшоев
- Креативный продюсер — Гайрат Муминов

- Звукорежиссёр — Анвар Файзуллаев

- Продюсер — Зафар Юлдашев

- Руководитель проекта — Фирдавс Абдухаликов

## Постпродакшн
Музыку к фильму «Илхак» написал Дониёр Агзамов. Звукорежиссер Анвар Файзуллаев. Звуковой дизайн Дониёр Агзамов. Комплекс звукового пост-продакшна компании СинеЛаб Dolby Digital 5.1.

## Награды и номинации
- Обладатель Гран-при Международного кинофестиваля «Листопад» (за фильм «Ильхак») (2021 г.)[12][13]
- Победитель в номинации «Лучший фильм» Национального кинофестиваля «Олтин Хумо» (2021 г.)[14]
- Победитель в номинации «Лучшая женская роль» Национального кинофестиваля «Олтин Хумо» (2021 г.) (Дилором Каримова)
- Победитель в номинации «Лучшая операторская работа» Национального кинофестиваля «Олтин Хумо» (2021 г.) (Джахонгир Ибрагимов)
- Победитель в номинации «Лучшая работа художника по костюмам» Национального кинофестиваля «Олтин Хумо» (2021 г.) (Зухра Ганиева)
- Победитель в номинации «Лучший художник грима» Национального кинофестиваля «Олтин Хумо» (2021 г.) (Зилола Собирова)
- Победитель в номинации «Лучший звукорежиссер» Национального кинофестиваля «Олтин Хумо» (2021 г.) (Анвар Файзуллаев)[15]